# Sibylle de Solms-Laubach
Sophie de Solms-Laubach (15 octobre 1590 – 16 mai 1659), est princesse d'Anhalt-Plötzkau par le mariage.
Sophie est la fille du comte Jean-Georges Ier de Solms-Laubach (1547-1600) et Marguerite de Schönburg-Glauchau (1554-1606).

## Descendance
Le 25 janvier 1618, Sibylle épouse Auguste d'Anhalt-Plötzkau (14 juillet 1575 – 22 août 1653), fils du prince Joachim-Ernest d'Anhalt et d'Éléonore de Wurtemberg. Ils ont huit enfants :
- Jeanne (24 novembre 1618 – 3 mai 1676) ;
- Ernest-Gottlieb (4 septembre 1620 – 7 mars 1654), prince d'Anhalt-Plötzkau ;
- Lebrecht (8 avril 1622 – 7 novembre 1669), prince d'Anhalt-Plötzkau puis d'Anhalt-Köthen ;
- Dorothée (20 juin 1623 – 6 décembre 1637) ;
- Ehrenpreis (21 juillet 1625 – 21 juillet 1626) ;
- Sophie (11 juillet 1627 – 24 novembre 1679) ;
- Élisabeth (21 mars 1630 – 17 avril 1692) ;
- Emmanuel (6 octobre 1631 – 8 novembre 1670), prince d'Anhalt-Plötzkau puis d'Anhalt-Köthen.